# 海德格拉本
海德格拉本是德国石勒苏益格－荷尔斯泰因州的一个市镇。总面积5.38平方公里，总人口2480人，其中男性1249人，女性1231人（2011年12月31日），人口密度461人/平方公里。